# Fram för lilla Märta
Fram för lilla Märta är en svensk komedifilm från 1945 i regi av Hasse Ekman. Den är inspirerad av farsen Charleys tant av Brandon Thomas.

## Handling
Filmen tar sin början 2006 då den åldrige Sture Letterström far till Lillköping med sin enda efterlevande släkting. Där sitter den famösa cellisten Märta Letterström staty. 
Vid statyns sockel berättar Sture sitt livs historia: Det är sommar under 1940-talet, han är arbetslös musiker och kan inte hitta något jobb. Men en damtrio söker en cellist, och Sture klär därför ut sig till "Märta", får jobbet, och reser sedan ut på turné med sin kompis, "fästmannen" Kurre. 
I den lilla staden Lillköping blir Märta snart allmänt känd. Hon kandiderar och vinner valet till riksdagen, där hon gör sig känd som en stridbar kvinnosakskvinna.

## Om filmen
Filmen hade premiär den 29 september 1945 på biograf Astoria i Stockholm.
| ”                                                             | Det hela är dåraktigt, befängt och otroligt men i sin farsartade form oemotståndligt roande i en grad som kommer publikjublet att dränka åtminstone 25% av berättelsen i skrattens glada vågor. | „ |
| – Carlo Keil-Möller i Morgon-Tidningen den 30 september 1945. | |   |

 Rollprestationen som fröken Märta Letterström var enligt Stig Järrel själv en av hans allra bästa. Järrel återkom senare som "Märta" i uppföljaren Lilla Märta kommer tillbaka (1948).
Ekmans manus blev även filmat i Danmark 1946, där den fick heta Op med lille Martha.
Fram för lilla Märta har visats i SVT, bland annat 1997, 2003, 2012, 2020, i mars 2022 och i mars 2024.

## Rollista i urval
- Stig Järrel – Sture Letterström
- Hasse Ekman – Kurre
- Thor Modéen – Fredriksson
- Elsie Albiin – Inga Bergström
- Agneta Lagerfeldt – Barbro Bergström
- Gull Natorp – Lovise Eklund
- Margit Andelius – fröken Wiklund
- Julia Cæsar – Agnes Fallén
- Douglas Håge – borgmästare i Lillköping
- Sten Lindgren – läkare
- John Elfström – talare i riksdagen
- Roland Jansson – Tor

## Musik i filmen
- "Fram för lilla Märta", kompositör Kai Gullmar, text Hasse Ekman, sång Margit Andelius
- "Rösta på Tobias", kompositör Kai Gullmar, text Hasse Ekman
- "Blåklockor små", kompositör Ivan Ibart, text Tarragon

## DVD
Filmen gavs ut på DVD 2011.